# ザ・ワイズ・メン
ザ・ワイズ・メン(The Wise Men)は、ウォルター・アイザックソンとエヴァン・トーマスが執筆したノンフィクションである。1986年にサイモン&シュスターから刊行された。
この本には、アメリカ合衆国政府の高官や東海岸における外交政策を担うエスタブリッシュメントたちの行動が記されている。このグループは、冷戦時代の対共産圏政策である封じ込め政策を第二次世界大戦直後から展開した。また、NATO、世界銀行、マーシャル・プランなどの制度やイニシアティブの構築にも貢献した。
2012年に改訂版が発売された。
『フォーリン・アフェアーズ 』誌や『ロサンゼルス・タイムズ』紙などに、好意的な書評が掲載された。

## 内容
この本では、フランクリン・ルーズベルトからリンドン・ジョンソンまでのアメリカ合衆国大統領の重要な外交政策顧問を務め、冷戦時代のアメリカの外交政策の発展に影響を与えた以下の6人の人物を紹介している。
- ディーン・アチソン - トルーマン政権における国務長官
- チャールズ・E・ボーレン - 駐ソ連・フィリピン・フランス大使
- W・エイヴリル・ハリマン - フランクリン・ルーズベルト大統領の特使
- ジョージ・F・ケナン - 駐ソ連・ユーゴスラビア大使、国務省政策企画本部長
- ロバート・A・ラヴェット - トルーマン政権における国防長官
- ジョン・J・マクロイ - 陸軍省官僚、後に対占領ドイツ高等弁務官

このグループは、弁護士2人、銀行員2人、外交官2人で構成されていた。6人のうち5人は、いわゆる「ジョージタウン・セット」の出身者であった。アチソン、ハリマン、ラヴェットの3人は、プレップ・スクール（東部の名門高校）や大学、ウォール街時代からの知り合いだった。ボーレン、ケナン、マクロイはもっと若く、公私ともに密接な関係になるまで他のメンバーをよく知らなかった。
彼らのほとんど、特にラヴェットとマクロイは、ヘンリー・スティムソン陸軍長官から強い影響を受けていた。スティムソンの師匠であるエリフ・ルートは、典型的な「ワイズ・マン」（賢人）とみなされることが多い。
1945年に大統領に就任したトルーマンは、外交政策についてほとんど知識がなく、助言を必要としていたことから、この6人が外交顧問として招集された。この6人は、ソ連の勢力拡大への抵抗を基本とした超党派の外交政策の構築に貢献した。この6人は、トルーマン・ドクトリン、マーシャル・プラン、封じ込めの隠れた立役者であると著者は述べている。特にケナンは「封じ込めの父」と呼ばれている。
この本では彼らを、米国の外交政策立案の模範であり、実際的・現実的・非イデオロギー的傾向を有した理想的な政治家の姿として描いている。この6人が公の場から退いた後、彼らと同じような考えを持つ体制派の長老たちは「ザ・ワイズ・メン」(The Wise Men)と呼ばれるようになった。
ジョンソンは1967年と1968年に、外交政策、特にベトナム戦争について助言を得るために、彼らとオマール・ブラッドレー将軍を含む数人の人物を召集した。1967年11月の第1回会合では満場一致でベトナム残留を提言したが、1968年3月の第2回会合では、ほとんどの出席者が、この戦争に勝つことはできず、米軍を撤退させるべきだと述べた。
クラーク・クリフォード、ジェイムズ・ベイカー、ロバート・シュワーズ・ストラウスなどのその後の公人が、この「ザ・ワイズ・メン」と比較して評価されることもある。